# Parindalmus schneideri
Parindalmus schneideri là một loài bọ cánh cứng trong họ Endomychidae. Loài này được Schoenherr miêu tả khoa học năm 1808.